# Erzbistum Canton
| Erzbistum Canton-Guangzhou | Erzbistum Canton-Guangzhou                                           |
| Basisdaten                 | Basisdaten                                                           |
| -------------------------- | -------------------------------------------------------------------- |
| Staat                      | Volksrepublik China                                                  |
|                            |                                                                      |
| Diözesanbischof            | Joseph Gan Jun Qiu                                                   |
|                            |                                                                      |
| Fläche                     | 43.332 km²                                                           |
| Einwohner                  | 5.086.500 (AP 1950)                                                  |
| Katholiken                 | 20.346 (AP 1950)                                                     |
| Anteil                     | 0,4 %                                                                |
| Diözesanpriester           | 44 (AP 1950)                                                         |
| Ordenspriester             | 17 (AP 1950)                                                         |
| Katholiken je Priester     | 334                                                                  |
| Ordensschwestern           | 94 (AP 1950)                                                         |
|                            |                                                                      |
| Ritus                      | Römischer Ritus                                                      |
| Liturgiesprache            | Hochchinesisch                                                       |
| Kathedrale                 |                                                                      |
|                            |                                                                      |
| Suffraganbistümer          | - Bistum Beihai - Bistum Jiangmen - Bistum Shantou - Bistum Shaozhou |

Das Erzbistum Kanton (lateinisch Archidioecesis Coamceuvensis) ist ein in China gelegenes römisch-katholisches Erzbistum mit Sitz in Guangzhou.
Vorläufer des heutigen Erzbistums Kanton ist das am 11. Mai 1848 aus dem Bistum Macau heraus gegründete Apostolische Vikariat Guangdong-Guangxi (Kwangtung-Kuamsi). Es wurde am 6. April 1914 vom Apostolischen Vikariat Guangdong zum Bistum Guangzhou und am 11. April 1946 zum Erzbistum erhoben. Es ist die Metropolie von sechs Suffraganbistümern. Bischofssitz ist die Stadt Guangzhou mit der Herz-Jesu-Kathedrale.

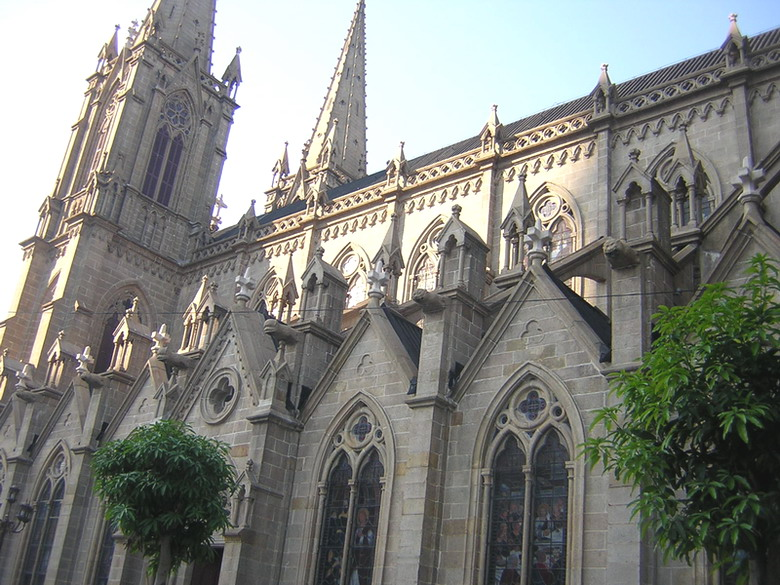
Die Kathedrale von Kanton

Wappen des Metropoliten Joseph Gan Jun Qiu

Mit einem Umfang von 43.332 km² und 20.346 Katholiken, 0,4 % der Bevölkerung, zählte es 1949 44 Diözesan- und 17 Ordenspriester. Hierzu kamen noch 94 Ordensschwestern.
Der Apostolische Administrator, Bischof Dominic Tang Yee-ming wurde 1958 gefangen genommen. Er wurde 1981 freigelassen, um sich einer notwendig gewordenen Krebsbehandlung in Hongkong zu unterziehen. Dort wurde er 1981 zum Erzbischof ernannt, woraufhin die chinesische Regierung Joseph Ye Yinyun ernannte.
Aufgrund der politischen Verhältnisse konnte das Erzbistum nach dem Tod des zweiten Erzbischofs am 27. Juni 1995, dem aus Hongkong stammenden Jesuiten Dominic Tang Yee-ming S.J., dem letzten von der römisch-katholischen Kirche anerkannten Erzbischof bis 2007, lange Zeit nicht besetzt werden.
Trotzdem wurden von der Chinesischen Katholisch-Patriotischen Vereinigung weitere Erzbischöfe eingesetzt, wie beispielsweise 1981 Joseph Ye Yinyun. Erzbischof Ye wurde vom Vatikan nie anerkannt. Sein Nachfolger Erzbischof James Lin Bingliang wurde 1998 nach dem Tod von Erzbischof Tang Yee-ming 1995 anerkannt. Der seit 2007 handelnde Erzbischof Joseph Gan Junqiu erhielt die päpstliche Anerkennung vor der Zustimmung der chinesischen Regierung.

## Die Kirchen
- In Kanton
  - Herz-Jesu-Kathedrale
    - Adresse: No. 56, Yide Road, Guangzhou (chinesisch: 一德路56号).
    - Messe auf Englisch : Sonntag, um 15:30.

  - Shamian Kirche "Our Lady of Lourdes" "Our Lady of Lourdes" Kirche auf der Shamian Insel
    - Adresse: No. 14, Shamian Avenue, Shamian.
    - Messe auf Englisch : Sonntag, um 11:00.

  - "St. Francis of Assisi" (Kapelle)
    - Adresse: No. 26, Shanhehou Street, Stadtteil Yuexiu (chinesisch: 广州市越秀区山河后街26号)
    - Messe auf Englisch : Sonntag, um 10:00.